# Immortal (hudební skupina)
Immortal je black metalová skupina založená v norském Bergenu v roce 1990. Původní název skupiny byl Amputation. Zakládajícími členy jsou Abbath (Olve Eikemo, basa, zpěv) a Demonaz (Harald Nævdal, kytara). Po albu Sons Of Northern Darkness (2002) se skupina rozpadla, v tomto mezidobí založil Abbath skupinu I, která vydala album Between Two Worlds (2006). K znovuzrození Immortal došlo v roce 2006 a členové pracovali na novém albu, které vyšlo v roce 2009. Demonaz v roce 2012 podstoupil operaci ramene, neboť si namohl šlachy a nemohl dále hrát na kytaru a byl tedy jen autorem textů. Album Northern Chaos Gods však už byl schopen nahrát. V roce 2014 byl vyhozen zpěvák Abbath. Během roku 2018 dokončili své deváté studiové album. Ta se bude jmenovat Northern Chaos Gods a měla by vyjít v červnu téhož roku.

## Členové
Od počátku se ve skupině vyměnilo mnoho instrumentalistů: Saroth (Yngve Liljebäck, basa), Iscariah (Stian Smorholm, basa), Ares (Ronny Hovland, basa), Hellhammer (Jan Axel Blomberg, bicí), Grim (Erik Brødreskift, bicí), Kolgrim (bicí) Armagedda (bicí) a Jorn (Jørn Inge Tunsberg, kytara). V současné době má skupina 3 členy: Demonaz (Harald Nævdal; texty, zpěv), Horgh (Reidar Horghagen; bicí) a Apollyon (Ole Moe; basa).

## Diskografie
- Immortal (EP, 1991)
- Diabolical Fullmoon Mysticism (1992)
- Pure Holocaust (1993)
- Battles in the North (1995)
- Blizzard Beasts (1997)
- At the Heart of Winter (1999)
- Damned in Black (2000)
- Sons if Northern Darkness (2002)
- All Shall Fall (2009)
- Northern Chaos Gods (2018)